# Orde van Kalakaua I

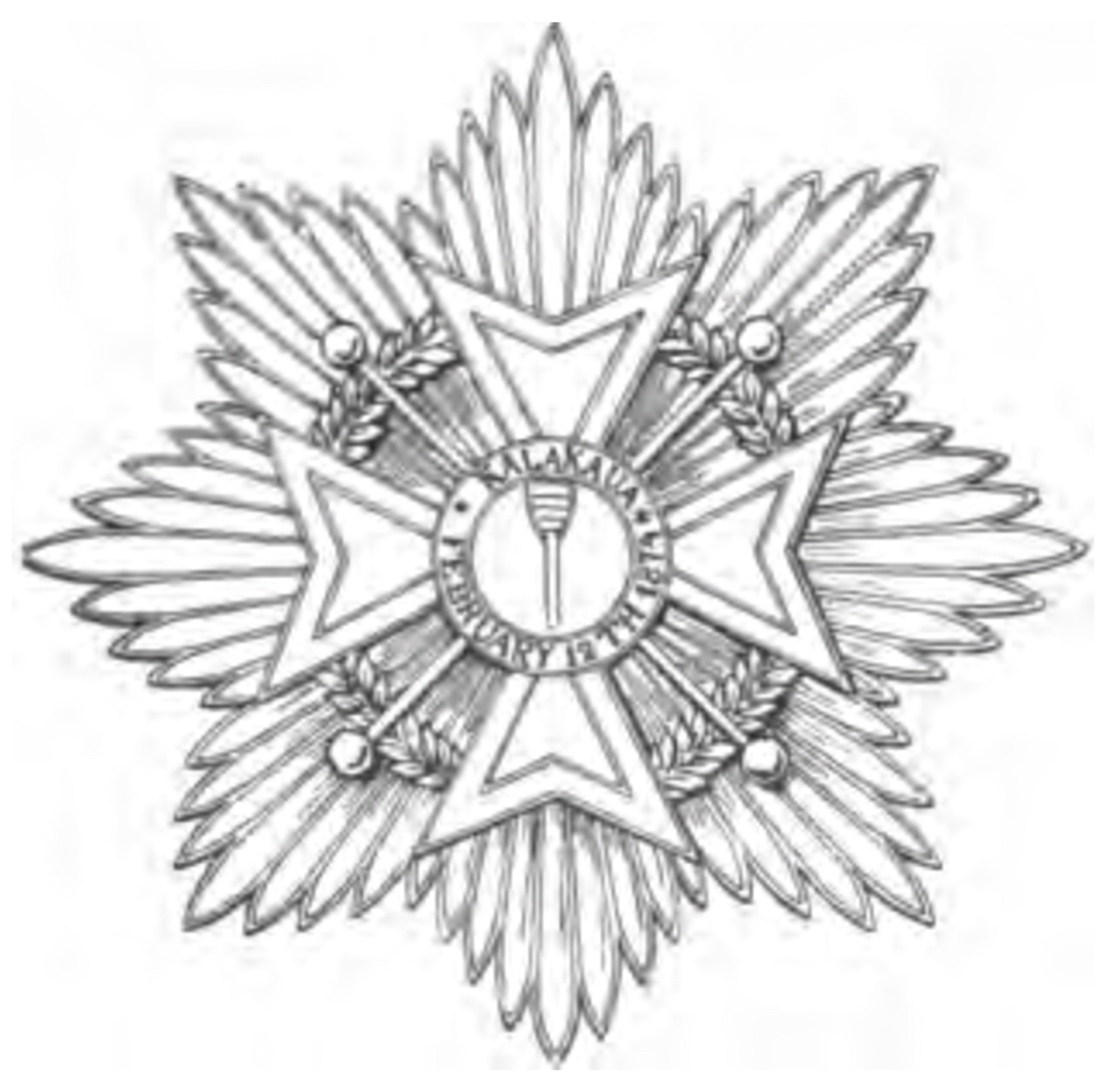
Ster en lint van de Orde van Kalakaua.

De Koninklijke Orde van Kalakaua I  was een Hawaïaanse Ridderorde en werd op 12 februari 1874 gesticht. Koning Kalakaua I noemde de Orde naar zichzelf en bepaalde dat hij de Grootmeester zou zijn van deze Orde die 12 grootkruisen met grootlint, 20 grootofficieren, 30 commandeurs en 60 leden die "companions" genoemd werden zou tellen.

Volgens Gordon Metcalfe zijn er 38 Grootkruisen uitgereikt.
Het Grootkruis van de Orde was een wit goudgezoomd en van een brede blauwe rand voorzien Maltezer kruis met twee "puloulou" tussen de armen van het kruis en een blauw en wit medaillon met een "kahili" en de tekst "KALAKAUA FEBRUARI 12TH 1874" op een gouden cirkel daaromheen.
Bij het ridderkruis is steeds zilver in plaats van goud gebruikt. Dit kruis was op een achtpuntige zilveren ster gelegd en werd aan een hemelsblauw grootlint over de rechterschouder gedragen.

Het juweel van de grootofficieren in deze Orde was iets kleiner.

De commandeurs droegen het kruis van de Orde zonder ster aan een lint om de hals.

De leden droegen een zilveren, niet geëmailleerd, kruis aan een lint van drie vingers breed op de linkerborst. Boven het kruis van de leden dient een Hawaïaanse koningskroon als verhoging.
Op het medaillon staat het devies "Keola" en geen hahili.

Het lint van de Orde was voor de commandeurs en leden blauw en wit in acht strepen.

## Afbeeldingen

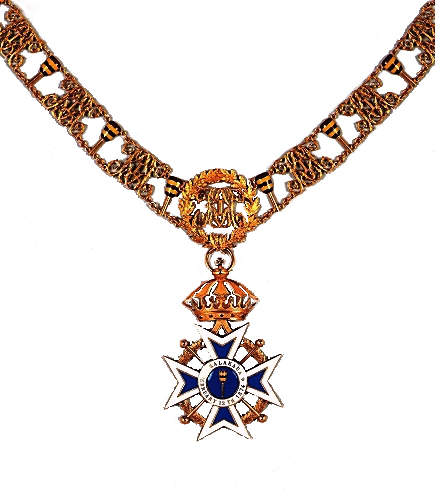
Keten
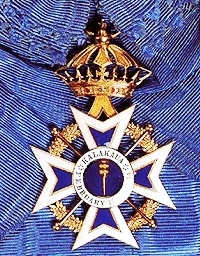
Kleinood van een Grootkruis
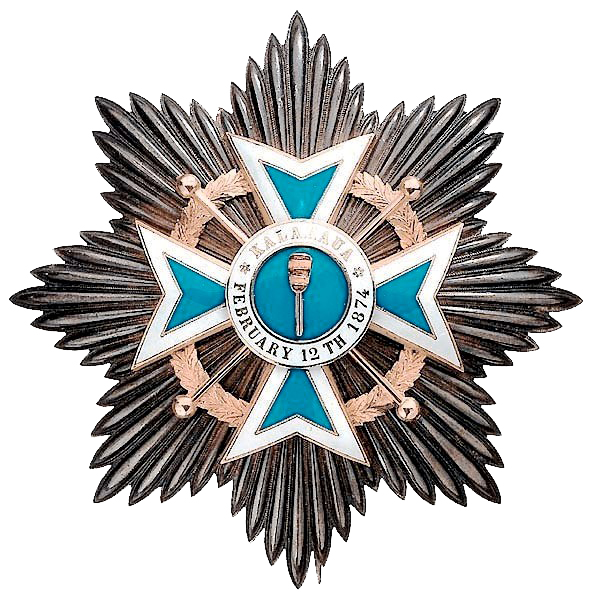
Ster van een Grootkruis
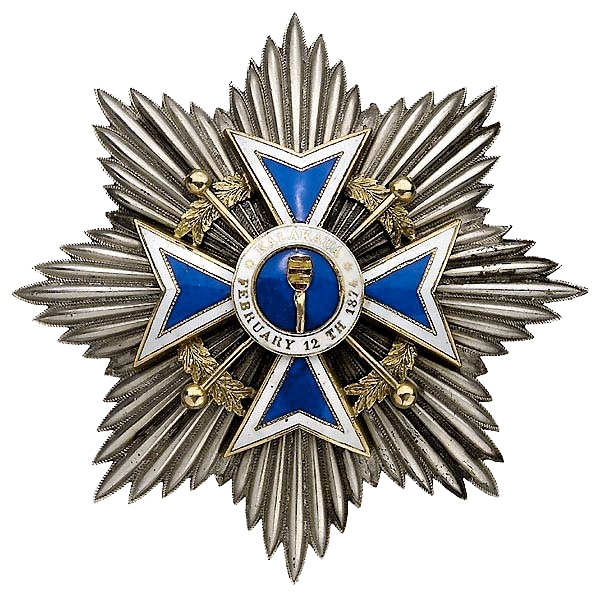
Ster van een Grootofficier
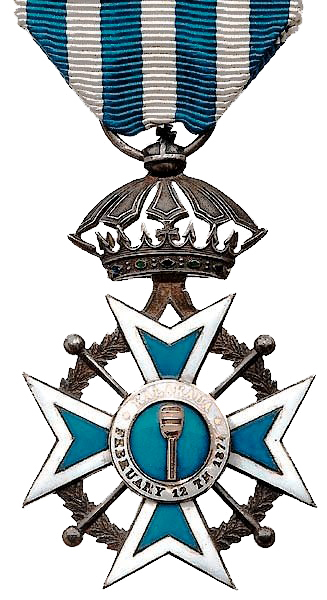
Companionskruis aan lint
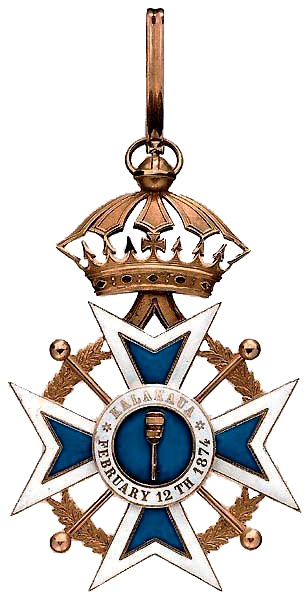
Commandeurskruis

## Decoranti
- Frederik VIII van Denemarken